# Novi Troyany
Novi Troyany  (ucraniano: Нові Трояни) es una localidad del Raión de Bolhrad en el Óblast de Odesa de Ucrania. Según el censo de 2001, tiene una población de 4234 habitantes.